# Karel Glastra van Loon

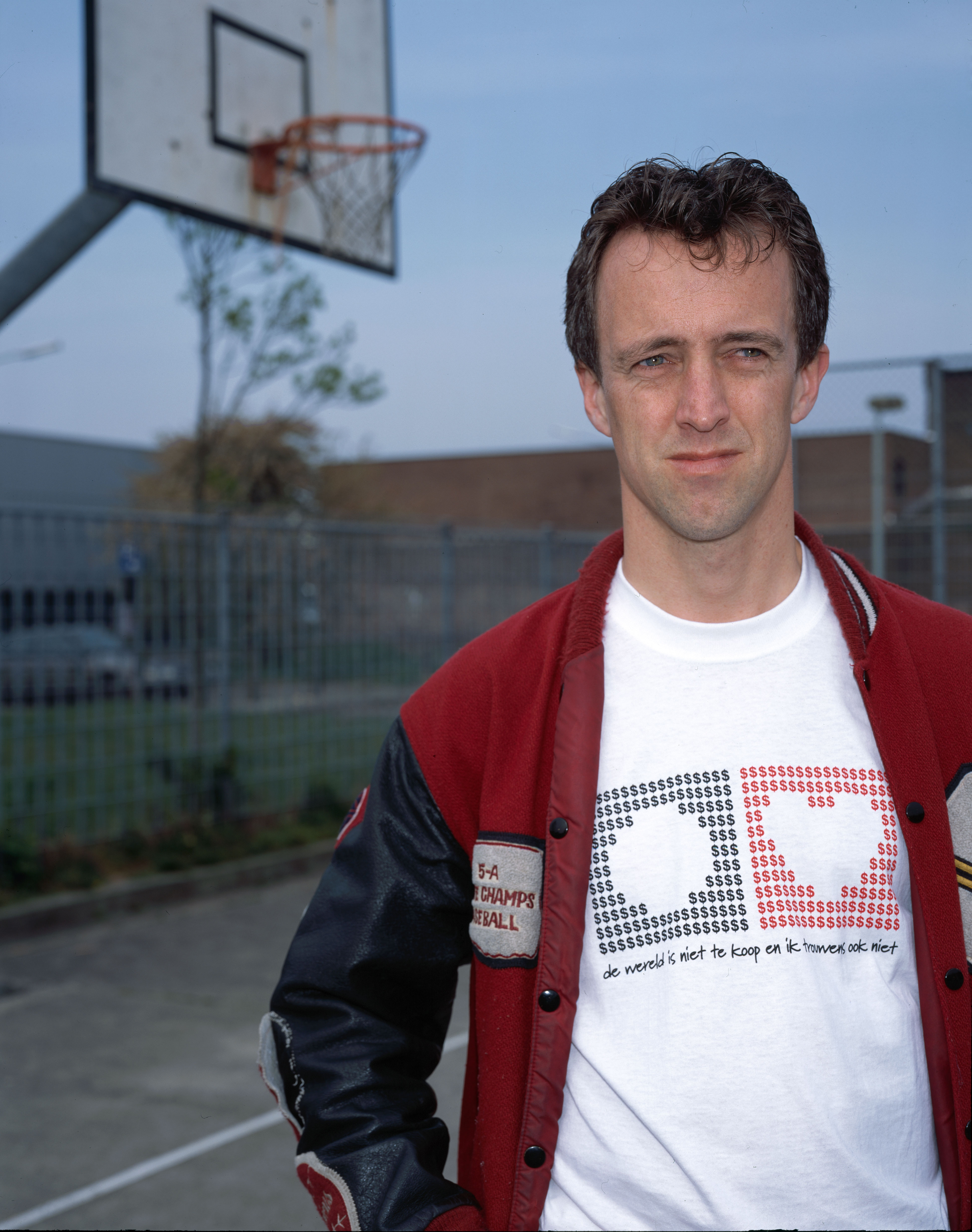
Karel Glastra van Loon

Karel Glastra van Loon (* 24. Dezember 1962 in Amsterdam; † 1. Juli 2005 in Hilversum) war ein niederländischer Schriftsteller und Journalist.
Glastra van Loon wurde in Deutschland insbesondere mit seinem zweiten Roman Lisas Atem bekannt. Seine Erzählung Passionsfrucht (De Passievrucht) wurde bislang in 31 Sprachen übersetzt und in 34 Ländern veröffentlicht. Damit ist das Buch der meistübersetzte Roman der niederländischen Literaturgeschichte. Glastra van Loon wurde dafür mit dem Literaturpreis der Generale Bank ausgezeichnet. Der Roman wurde 2003 unter der Regie von Maarten Treurniet verfilmt.
Glastra van Loon war Mitglied der Sozialistischen Partei der Niederlande (SP). In Zusammenarbeit mit Jan Marijnissen, dem Fraktionsvorsitzenden der SP im niederländischen Parlament, entstanden eine Reihe von Büchern, in denen er sich mit sozialen Fragen auseinandersetzte. Außerdem war er als Kolumnist für die Frauenzeitschrift Margriet tätig.
2004 wurde bei Glastra van Loon ein Tumor im Hirn diagnostiziert, an dessen Folgen er am 1. Juli 2005 im Alter von 42 Jahren starb.